# Medienarchiv Bielefeld
Das Medienarchiv Bielefeld | Frank-Becker-Stiftung (mit MAB abgekürzt) ist ein ursprünglich privat geführtes Ton- und Filmarchiv in Deutschland. Der Gründer, Namensgeber der Stiftung und Sammler der Archivalien ist Frank Becker, Träger des Bundesverdienstkreuzes am Bande.
Es handelt sich bei der Frank-Becker-Stiftung um eine gemeinnützige Einrichtung im Bielefelder Stadtteil Brackwede. Die Tätigkeit der Stiftungsmitarbeiter und -mitarbeiterinnen erfolgt ehrenamtlich.

## Entstehung und Geschichte
Die Gründung des Medienarchivs in Bielefeld geht zurück auf Frank Beckers Begeisterung für das Filmwesen. Bereits ab 1975 betrieb er während seiner Zeit an der Brackweder Realschule einen Schulfilmclub und kam bald darauf, nachdem er mit der 20th Century Fox of Germany GmbH in Kontakt getreten war, zu seinen ersten 16-mm-Wochenschauen. Diese legten den Grundstein für seine private Sammlung. In den Folgejahren schaffte es Becker, u. a. neben seiner Ausbildung zum Industriekaufmann im grafischen Fach, nicht nur selbst als Filmvorführer zu fungieren, sondern dabei wesentliche Kontakte zu verschiedenen Größen im Fernseh- und Filmbereich zu knüpfen. Unter diesen befanden sich Horst Rademacher von der „Fox’ Tönenden Wochenschau“ wie auch die Bielefelder Mercator-Film GmbH, für die er von 1981 bis 1991 arbeitete und deren Archivbestände er später übernahm.
Der nachhaltige Aufbau der Sammlung (und somit des späteren Archivs) erfolgte ab 1992, nachdem Frank Becker die über hundert Jahre alte Firma „Papier-Bröker“ in Brackwede übernommen hatte. In deren Kellerräumen befinden sich heute die Archivverwaltung sowie mehrere Gerätschaften, die für den professionellen Film- und Tonschnitt wie auch für sonstige Bearbeitungen genutzt werden. Der seit über dreißig Jahren zusammengetragene Archivalienbestand in vier Lagern beinhaltet nicht nur wichtige historische Film- und Tondokumente sowie Spielfilme, sondern auch historisch bedeutsame Filmtechnik.
Am 13. September 2011 wurde die Frank-Becker-Stiftung und damit das Medienarchiv Bielefeld offiziell gegründet. Die ersten Vorstandsvorsitzenden waren Frank Becker und Detlef Timmerhans. Seit dieser Zeit hat sich die Stiftung nicht nur verstärkt dem Bereich archivarischer Aufgaben gewidmet, sondern sich ebenso in kulturellen Belangen engagiert. So ist sie darum bemüht – ergänzend zur Aufgabe der Sammlung und Bewahrung der Archivbestände selbst – das (analoge) Kinoerlebnis bei allen Altersgenerationen präsent zu halten und mit verschiedenen Institutionen (u. a. Museen und anderen Archiven) und Unternehmen Kooperationen zu pflegen.
Am 24. August 2022 wurde ein großer Teil eines der vier Medienarchivlager durch ein Feuer zerstört, darunter einige Aufnahmen aus dem historischen Bielefeld vor 1930. Im Rahmen der Löscharbeiten waren 130 Einsatzkräfte der Feuerwehr vor Ort.

## Archivbestände
Ein wesentliches Anliegen der Stiftung ist es, das Medienarchiv als Institution zu einem „Archiv nach wissenschaftlichen Regeln“ auszubauen.
Die Bestände der Sammlung umfassen (exemplarisch):
- über 100.000 Filmrollen
- über 50.000 Tonträger
- diverse Druckmedien (darunter 25.000 Filmplakate)
- Filmequipment und Kinotechnik; dabei auch mehrere Filmprojektoren, von denen hier u. a. genannt seien der Bauer Sonolux II (35 mm) aus dem Jahr 1936 sowie der Bauer Selecton II (für 16 mm) und der Ernemann VIIIb (35 mm), wobei sich letztere beiden im Kino „Scala“ in Bielefeld befinden
- die Bestände kirchlicher Medienarchive

Einige Besonderheiten in den Filmbeständen stellen Rollen des Vorgängers des DDR-Fernsehens, des DFF, wie auch Filme des FFG oder „Adenauer-Fernsehens“ dar, des ersten Privaten Fernsehsenders der Bundesrepublik, der ursprünglich ab Anfang 1961 seinen Betrieb aufnehmen sollte, aber an rechtlichen Beschränkungen scheiterte.
Das Medienarchiv ist vor allem der Sammlung und Bewahrung analogen Film- und Tonmaterials und der dazugehörigen Technik in Zeiten des digitalen Umbruchs verpflichtet, wofür die längere Haltbarkeit des analogen Materials angeführt wird. Entsprechend bemüht sich die Stiftung nicht nur um die Analogisierung digitaler Filme, sondern steht anderen Institutionen, Firmen, Privatpersonen etc. im Umgang mit diesen auch beratend zur Seite.
Die Instandhaltung der historischen Technik stellt ein wesentliches Aufgabenfeld in der Arbeit mit den Archivbeständen dar. Dabei bietet die Stiftung Kurse an, die die Arbeit des Filmvorführers für den Laien erfahrbar machen und diesem einen Einblick in die Funktionsweise der Maschinen gewähren.
Im Sommer 2014 wurde der Frank-Becker-Stiftung die Spielfilmsammlung des Wolfsburger Sammlers Wolfgang Schneider (1931–2011) übertragen. Im November desselben Jahres wurden die Filmrollen nach Bielefeld, in ein Lager des MAB, überführt. Schneider hatte in über 50 Jahren gut 2000 Filme angesammelt, was einem Gewicht von etwa 30 Tonnen entspricht. Für diese Sammlung hatte dieser in seinem Haus im Wolfsburger Stadtteil Ehmen ein Heimkino einrichten lassen.
Ferner beherbergt das MAB ungefähr 500 Ausgaben des Deutschlandspiegels (in verschiedenen Sprachen), der von 1954 bis 2004 produziert wurde und der Selbstdarstellung der Bundesrepublik dienen sollte.

## Aktivitäten und Kooperationen
Das Medienarchiv Bielefeld kooperiert mit zahlreichen Fernseh- und Rundfunkanstalten, Museen, Kinos und anderen Archiven unterschiedlicher Sparten. Als Beispiele seien hier das Deutsche Filminstitut, das Filmmuseum Düsseldorf und das Bundesarchiv genannt. Auch Privatpersonen und die Rechteinhaber diverser Filme, von denen sich einige im MAB selbst befinden, sind Partner oder treten mit Anfragen an das Archiv heran. Unter anderem stellt das Medienarchiv diesen nicht nur das analoge Film- und Tonmaterial zur Verfügung, sondern berät diese und fertigt je nach Bedarf digitale Kopien an.
Im Kontext seiner Tätigkeiten als Archivar und Vorsitzender der Stiftung ist Frank Becker als Kinobetreiber tätig. 1998 gründete er das „Melodie-Filmtheater“ in Brackwede. In den Jahren 2000 und 2003 folgten das „Rhythmus“ sowie das „Odins“ (in Schloß Holte-Stukenbrock bzw. in Bad Lippspringe). Aus dem Vorstand der beiden letztgenannten Kinos zog sich Becker ab November 2014 zurück. Die Einrichtungen möchten in Zukunft auf digitale Technik umsteigen und streben die Gemeinnützigkeit an.
Darüber hinaus bietet das MAB ein Wanderkino an und verfügt über ein eigenes, feststehendes Kino: die „Scala“ in Bielefeld. Diese kann auch für andere Veranstaltungen (bspw. Festivitäten, Seminare) genutzt werden.
Im Rahmen der 800-Jahr-Feier der Stadt Bielefeld trat das Medienarchiv Bielefeld als Kooperationspartner der Großveranstaltung in Erscheinung und stellte sein umfangreiches Archivmaterial u. a. für die Reportage „Heimatabend Bielefeld“ (WDR) zur Verfügung.
2012 wurde das Projekt des Wirtschaftsfilmarchivs ins Leben gerufen. Die Hauptanliegen sind die Sichtung und Bewahrung wertvoller Filmbestände aus dem wirtschaftlichen Bereich, mit der Fokussierung auf die Region Ostwestfalen-Lippe. Ein Schwerpunkt liegt auf der Digitalisierung der Bestände. Die Stiftung möchte durch die Initiative vor allem bei den Konzernen und Institutionen selbst größeres Interesse und Achtsamkeit für ihre jeweiligen Filmdokumente wecken. Die Arbeit der Frank-Becker-Stiftung wird dabei den jeweiligen wirtschaftlichen Einrichtungen zugutekommen, gerade in Bezug auf eine Nutzung der Filme für deren Öffentlichkeitsarbeit. Im Rahmen dieses Projektes arbeitet das MAB eng mit der Industrie- und Handelskammer Ostwestfalen zu Bielefeld, der Stiftung Westfälisches Wirtschaftsarchiv in Dortmund und der geschichtswissenschaftlichen Abteilung der Universität Bielefeld zusammen. Über ein Webportal sollen die freigegebenen Filme des Wirtschaftsfilmarchivs OWL der breiten Öffentlichkeit zur Verfügung gestellt werden.

## Das Funkjournal
Eine weitere Besonderheit des Archivs stellt das Funkjournal (bis 2018: Brackweder Funkjournal) dar. Als Teil des Bürgerrundfunkprogramms wird es in der Regel an jedem dritten Donnerstag eines Monats (zwischen ca. 21 und 22 Uhr) bei Radio Bielefeld gesendet und entsteht seit 2002 (ab der vierten Ausgabe) im „Studio am Mauseteich“. Dieses Studio wurde von Frank Becker 1991 selbst eingerichtet. Hier entstanden auch diverse von ihm produzierte Dokumentarfilme.
Im Rahmen des Funkjournals lädt Frank Becker einen Gast, der eine bedeutende Rolle im öffentlichen Leben Bielefelds oder darüber hinaus einnimmt, zum Gespräch ein. Thematisch geht es dabei immer um die geladene Person sowie ihre jeweilige Tätigkeit oder Institution, die sie repräsentiert. Neben einer aktuellen Bewandtnis kommt dabei die Intention Beckers hinzu, dass das Tonband mit der Sendung im Archiv verwahrt werden und den jeweiligen Gast (bzw. dessen Stimme) für künftige Generationen erhalten soll. Mittlerweile sind auf diese Weise über 240 Ausgaben entstanden. Die Sendung feierte dabei im Sommer 2022 ihr 20. Jubiläum.
Zu Gast waren bisher u. a. der Europa-Abgeordnete Elmar Brok, Unternehmer wie Gerhard „Gerry“ Weber oder Richard und August Oetker, der Musiker Willi Astroth, der Stadtarchivar Bielefelds Jochen Rath, der Schlagersänger Bob Franco und der Moderator Marcus Werner. Ebenso traten mehrere Oberbürgermeister der Stadt Bielefeld im „Studio am Mauseteich“ auf.